# Brachyceraea
Genre
Brachyceraea est un genre d'insectes de l'ordre des diptères et de la famille des Conopidae. Dans cette famille, les imagos sont floricoles et la larve est obligatoirement endoparasite d'autres insectes, en particulier les hymenoptères pollinisateurs ; la femelle agressant violemment sa proie afin de déposer un œuf sur son corps. Se développant à l'intérieur de l'abdomen, la larve se nourrit notamment des muscles thoraxiques en passant par le pétiole grâce à une élongation antérieure tout à fait particulière. Sa pupaison s'effectue dans le cadavre de son hôte où elle hiverne au stade de pupe.
Le genre Brachyceraea  ne comprend actuellement qu'une seule espèce, Brachyceraea brevicornis, son espèce-type. Cette espèce est présente en Grèce, en Turquie, en Arménie, au Liban, en Syrie et en Russie européenne,.